# 旅游
旅遊或旅遊业（英語：Tourism）是指个人的旅行遊览活动和為旅客提供休閒設施與服務產業。是一种复杂的社会现象，涉及政治、经济、文化、历史、地理、法律等各个社会领域。
旅遊也是一种休闲娱乐活动，旅游业也是休闲产业的一种，具有移動性、异地性和暂时性等特征。旅遊人士稱為一般旅客、遊客。跟團旅遊時，共同旅伴稱為同團團員；自由行之旅客，亦稱為背包客。一般而言，旅游具有观光和游历两个不同的层次，前者历时短，体验较浅，后者反之，也称为深度游。

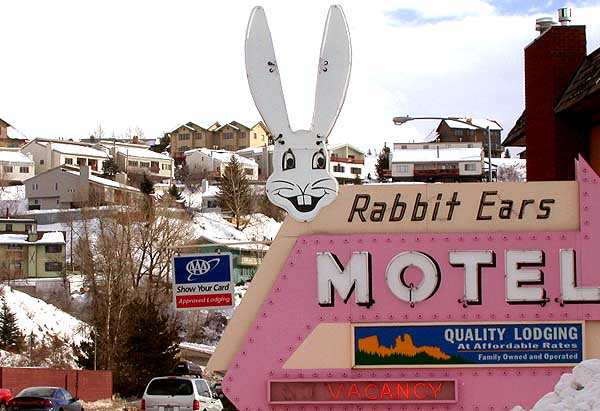
汽车旅館

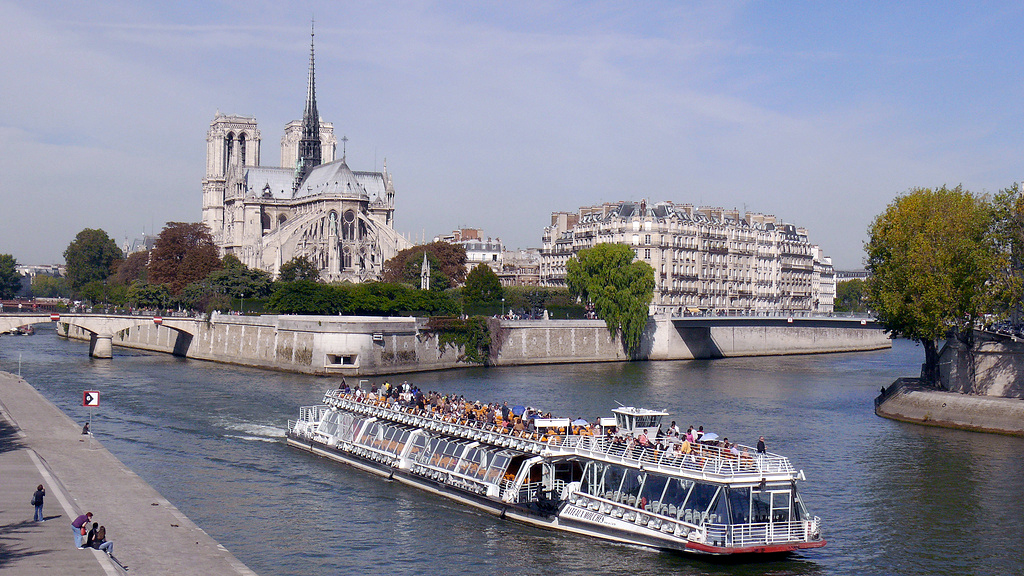
水上旅遊

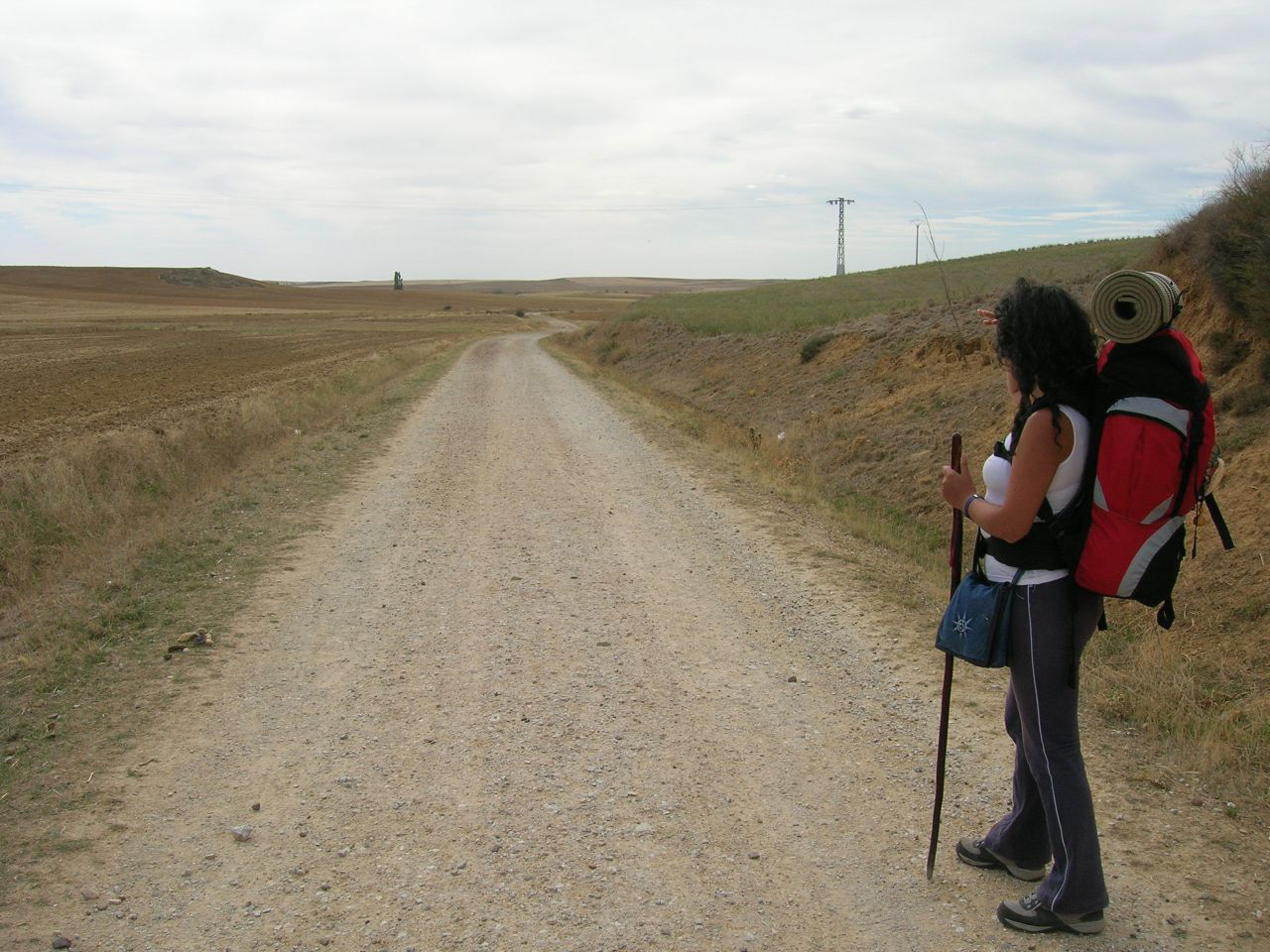
背包客

## 理論
與旅行的概念不同，旅遊是指為了消費、休閒或公幹或其他原因，離開其慣常居住地與活動場所，到達其目的地停留不多於一年的遊覽活動，它是一種複雜的社會現象，旅遊要涉及社會的政治、法律、經濟、文化、歷史、地理、教育等各個社會領域。旅遊也是一種娛樂活動。世界旅遊組織對於旅客的定義是某人出外最少離家55英里（88.5千米）。

### 地點
- 自助旅遊：最近幾年新起的一種通過旅友互相組織，傳播的旅遊方式，更多存在於戶外探險、登山、自駕、徒步、自助類型的旅遊，過程更自由，更艱險，能更好的體會旅遊的樂趣。[2]
- 戶外旅遊：為了消閒或公幹，到其居住地及工作外的地方進行遊覽活動。（至少逗留24小時，但不包括過境旅客）
- 跨國旅遊：A國的人到B國進行遊覽活動。
- 出境旅遊：對某國或某地區來說，其國民或居民到其他國家或地區旅遊，稱為出境旅遊。
- 入境旅遊：對某國或某地區來說，其他國家（地區）國民（居民）到本國或本地區旅遊，稱為入境旅遊。
- 本地／本土旅遊、國內旅遊、境內旅遊：離開居住地，到國內其他地方旅遊（例子：北京人去上海旅遊）。

## 重要性

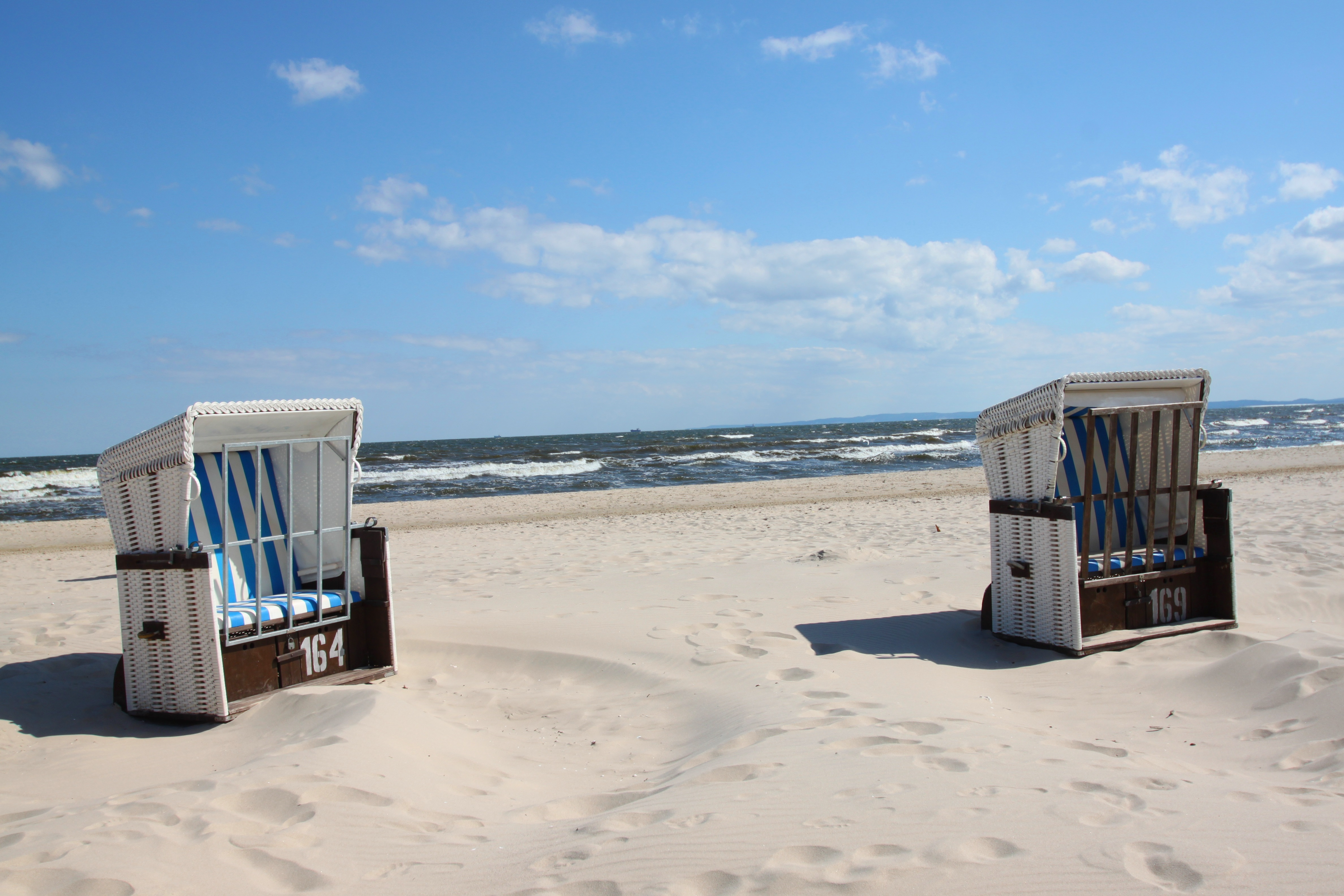
德国乌瑟多姆岛上的沙滩篮子。旅游业带动的不仅是当地的服务业，还有工艺（生产沙滩篮子椅）、零售业、 房地产业、城市营销都能从中受益

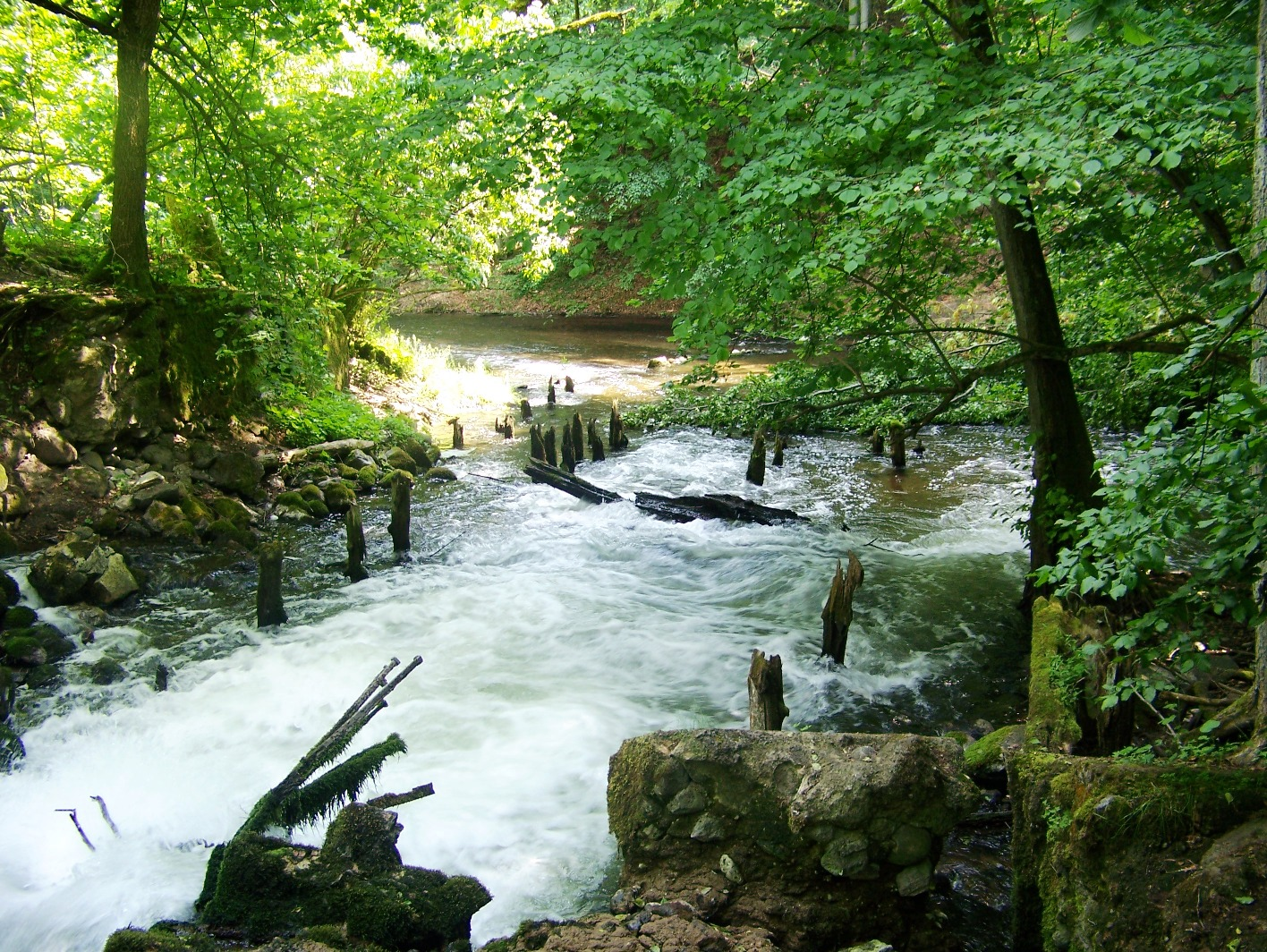
波兰德拉瓦國家公園，以划艇河道闻名

旅游业已经成为许多国家和地区重要的收入来源。在世界旅游组织1980年会议上，马尼拉宣言认为旅游是国民生活中一项必要的活动，因为它直接影响到社会、文化、教育、经济领域。
旅游业通过提供游客商品和服务(其商品與服務有可能是一體的、實時同步的)，可以赚取大量收入，自2011年起占到世界服务贸易的30%，总体商品和服务出口贸易的6%。同时也提供了与之相关的第三产业的就业机会。
从旅游业受益的服务业包括运输业（航空、遊輪、鐵路列車、出租車），酒店业（住宿，包括酒店、度假村、airbnb），娱乐场所（遊樂園、餐馆、賭場、商場、音乐演出场所、剧院）。当然还有卖给游客的商品包括纪念品。

## 历史

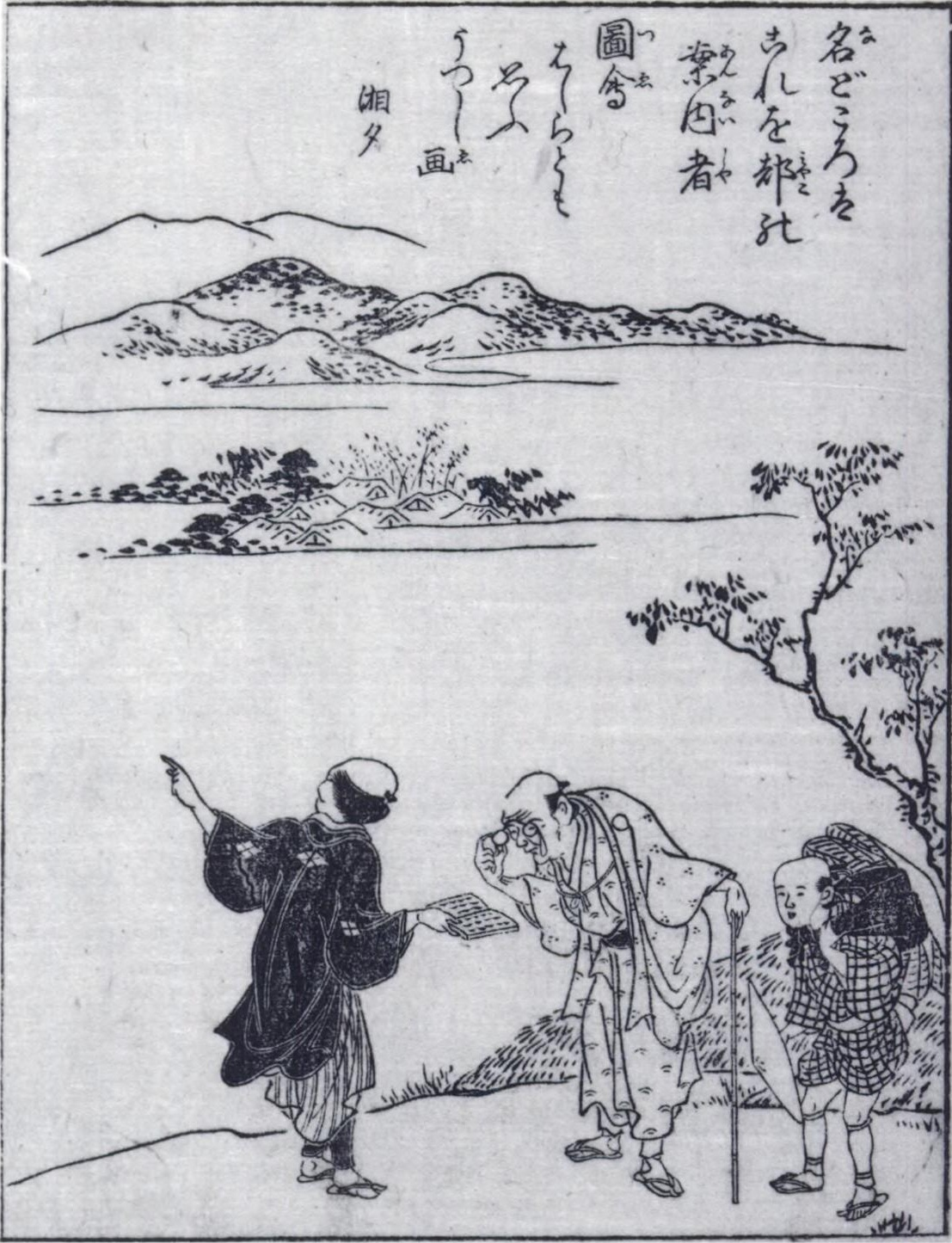
日本游客请教导游和旅游指南，出自秋里篱岛的都名所图会（1787）

### 古代
在古代，到一个人居住地以外的地方旅游休闲仅限于富裕阶层。他们偶尔会去遥远的地方，欣赏宏伟的建筑和艺术品，学习新的语言，体验新的文化，品尝不同的料理。 最早的旅游可以追溯到乌尔国王舒尔吉，虽然国王自诩是为了修路和建造驿站，给其他旅行者提供方便之用。 最早的休闲旅游可以追溯到公元前1500年的古埃及。 在罗马共和国时期，富人流行去贝亚这种地方做SPA和海滨度假。保萨尼亚斯在公元2世纪写书《希腊描述》。在中国古代，孔子花费14年周游列国，到过泰山，有孔子“登东山而小鲁，登泰山而小天下”的名句，而歷朝中，皇帝為了避暑、避寒，會離開皇宮去到行宮避暑避寒。

### 中世纪
到了中世纪，基督教和佛教都有朝聖的传统。乔叟的坎特伯雷故事集和吴承恩的西游记，分别是英語文學和中国文学的经典之作。
10世纪到13世纪的宋朝涌现出了一些旅游作家，有苏轼、范成大。明朝有徐霞客。意大利的彼特拉克在1336年登旺度山后写了游记赞扬这次旅行，但批评他缺乏好奇心。勃艮第公爵诗人Michault Taillevent在1430年游览侏罗山后写了恐怖回忆录。

### 壮游

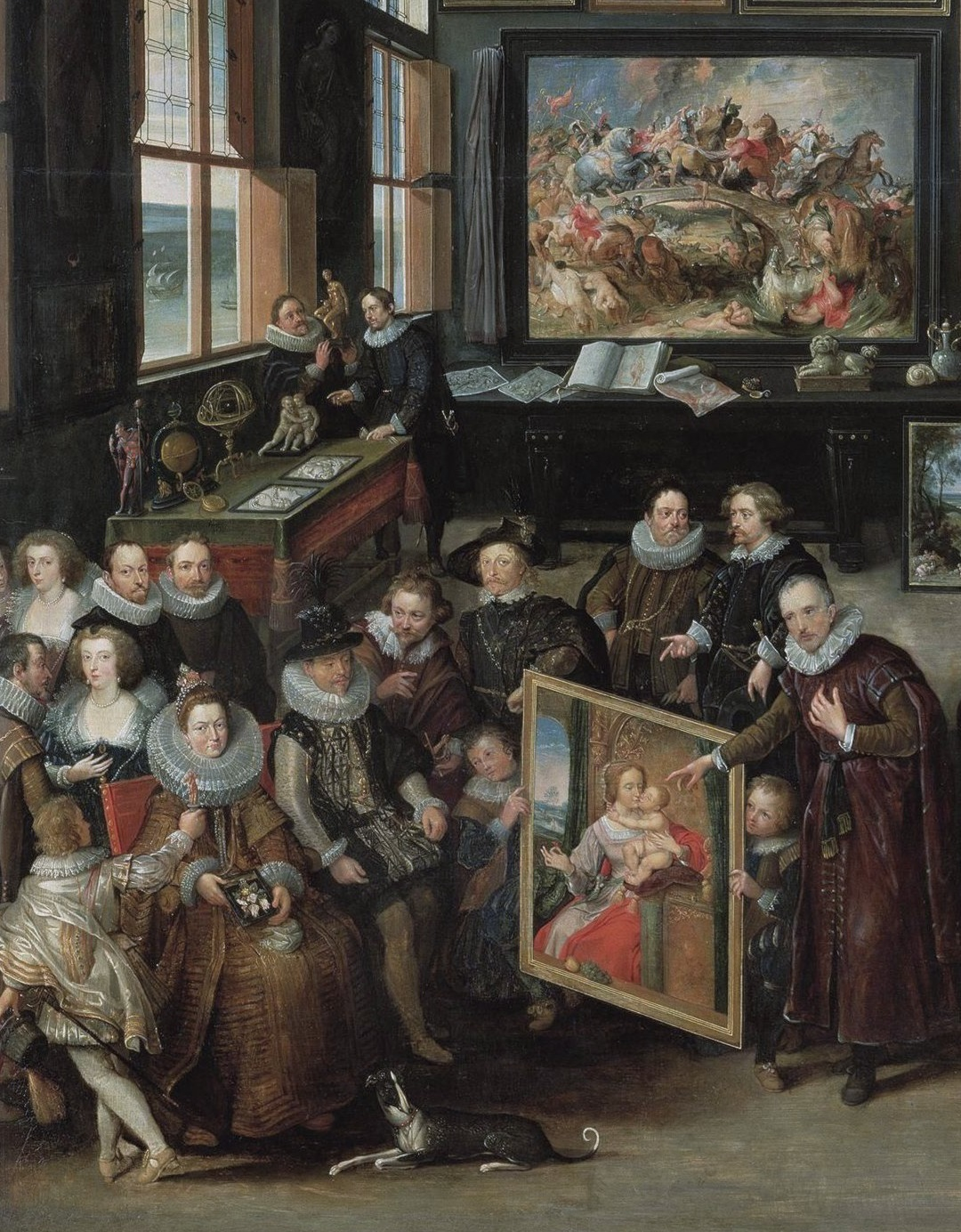
1624年波兰王子Ladislaus Sigismund参观布鲁塞尔首都大区Cornelis van der Geest的画廊

现代旅游可以追溯到壮游，指的是欧洲上層階級的年轻人环游欧洲（主要是德国和意大利）。1624年，波兰王子瓦迪斯瓦夫四世进行了一次横跨欧洲的旅游，这在当时波兰贵族中是风俗习惯。 他游览了相当于现在的德国、比利时、荷兰领土，并受到围攻布雷达的西班牙军队、法国、瑞士、意大利、奥地利、捷克的赞赏。这是一次教育之旅，其中一项成果是将意大利歌剧引进波蘭立陶宛。
该传统一直活跃到约1660年，直到1840年代大规模的鐵路運輸的出现，形成了标准的旅游行程。虽然这主要限于英国贵族和有钱的乡村贵族，但是北歐新教徒有类似的旅行，并从18世纪中叶开始有南美、美国和其他海外年轻人加入。铁路和蒸汽船的出现使得旅游变得简单，中產階級也因此受益，这其中有托马斯·库克，并流传了一句谚语叫“库克的旅行”（意为走马看花式的旅行）。
到了18和19世纪，壮游成了上流社会学生的象征，约翰·约阿希姆·温克尔曼的关于经典文化的霸权理论很受欧洲学术界的欢迎。艺术家、作家、旅行家（如歌德）肯定了意大利、法国、希腊在传统艺术领域的霸权地位。因为这些原因，壮游的主要目的地便是前往这些地方。

### 休闲旅游的兴起

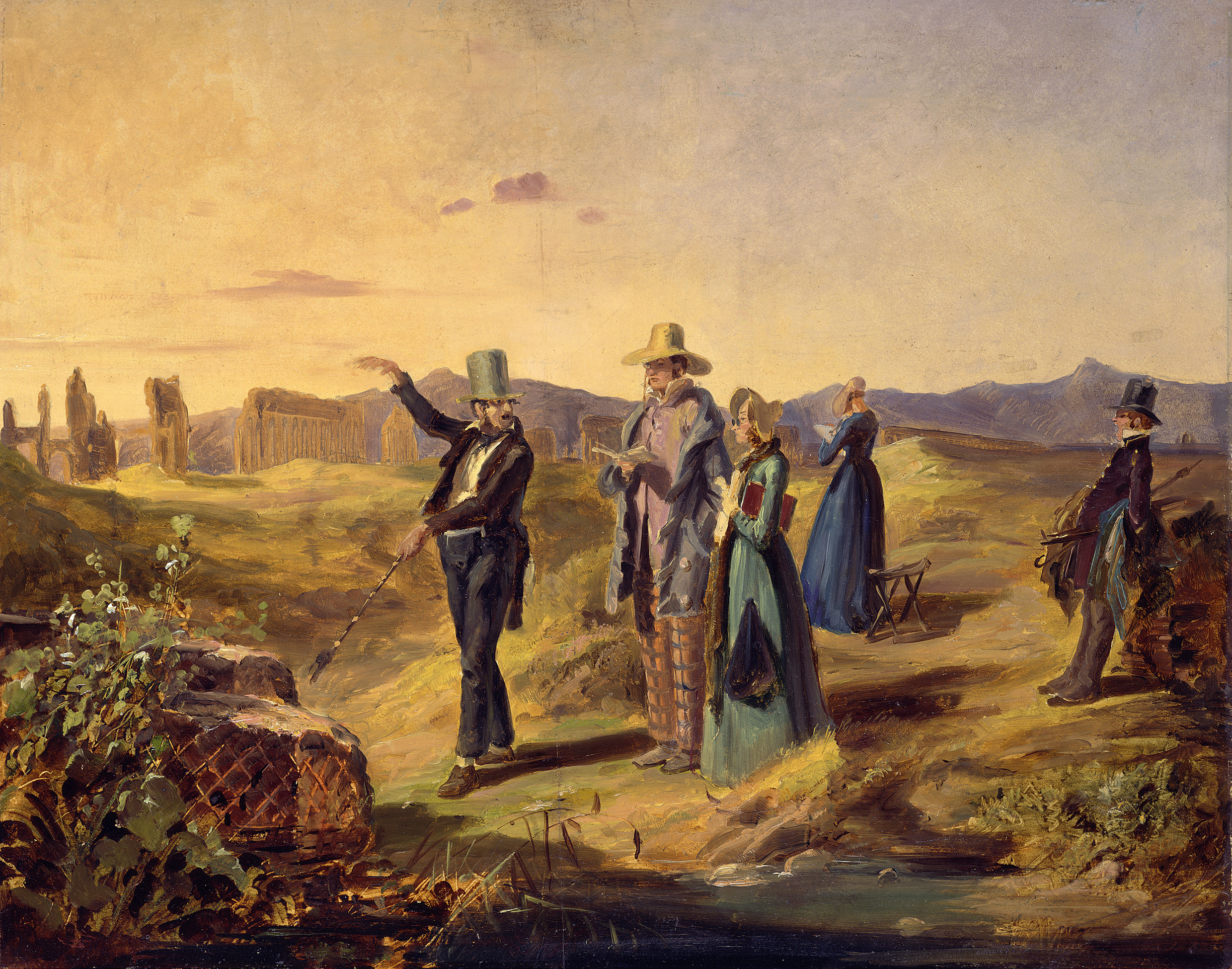
英国人在坎帕尼亚 ，卡爾·施皮茨韋格绘（1845年）

休闲旅游可以关联到英国第一次工业革命时期，人们的闲暇时间增加。 起初，受益的群体是生产机器的拥有者、寡头政治、工厂主、贸易家。这其中也包含新出现的中產階級。 于1758年创办的考克斯金是第一家正式的旅游公司。
旅游业这项产业起源于英国，这在很多地名中得以体现。在法国蔚藍海岸的度假胜地尼斯，一条著名的海滨步行道叫盎格鲁街（意为“英国人步行道”）。在歐洲大陸有许多历史名胜，宫殿酒店取名为“布里斯托酒店”、卡尔顿酒店、 美琪酒店，这些都体现了英国的统治地位。

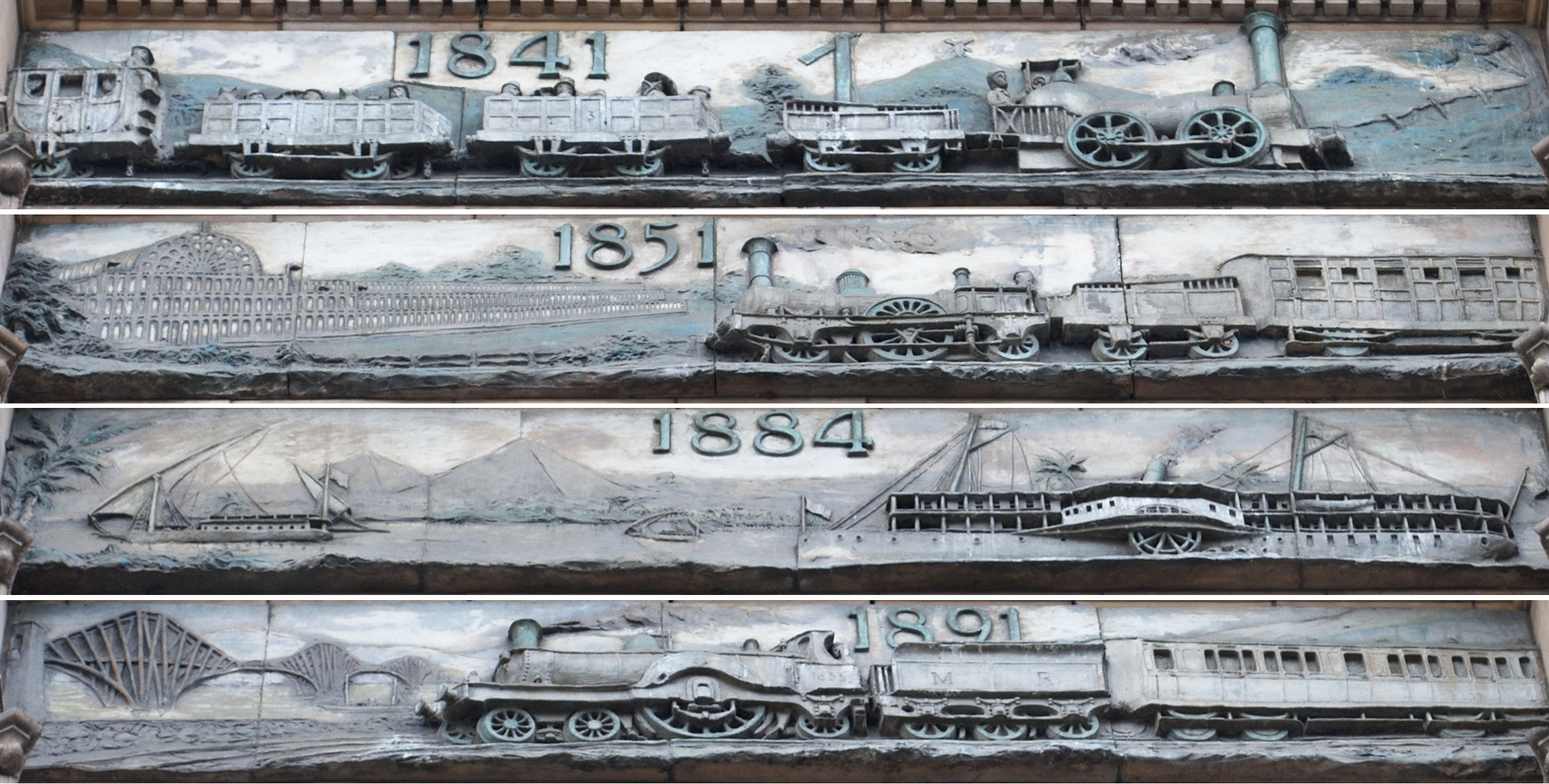
莱斯特托马斯·库克大楼的镶嵌板，画面展示了旅行

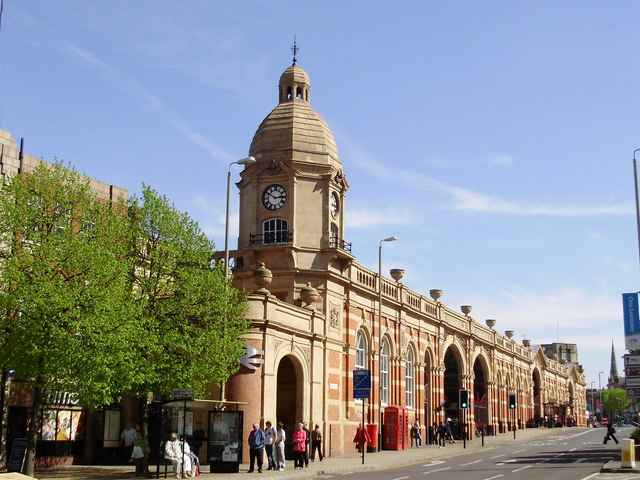
莱斯特火车站为库克早期旅行套餐的起点

托马斯·库克是第一批做旅游生意的。1841年7月5日，库克安排铁路公司收取每位乘客1先令，这包括火车票和旅途中的餐食。
1855年，库克推出了第一个出国游，从莱斯特到加来并前往参加世界博覽會，次年则推出欧洲大环游。 1860年代他组团前往瑞士、意大利、埃及、美国。

## 现代旅游
许多游客会到海滨的海水浴場休闲旅游，热带海滨地区不管是冬天还是夏天都很热门。

### 大众旅游

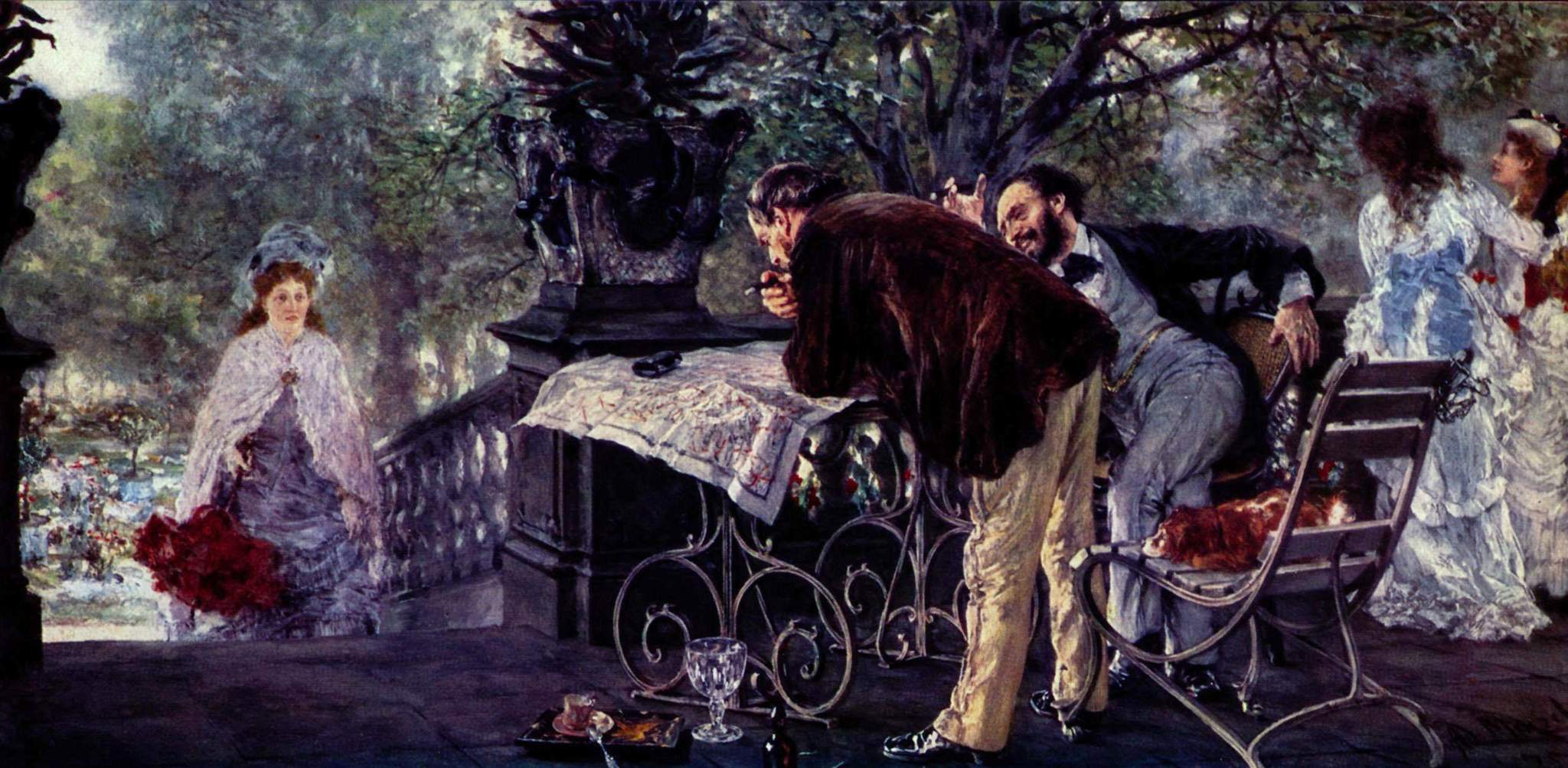
阿道夫·冯·门采尔的旅行计划（1875）

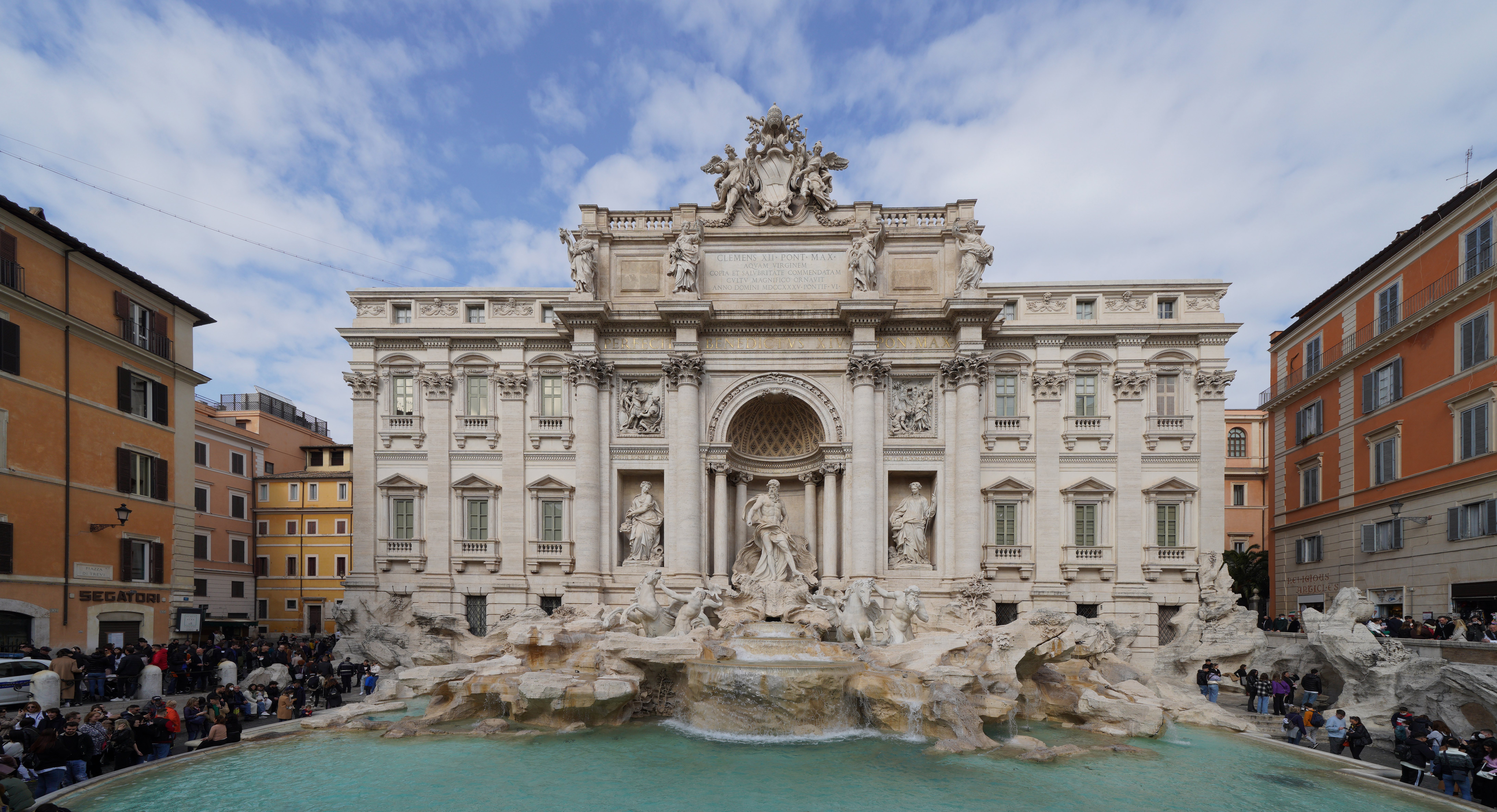
大众旅游，意大利罗马特雷維噴泉

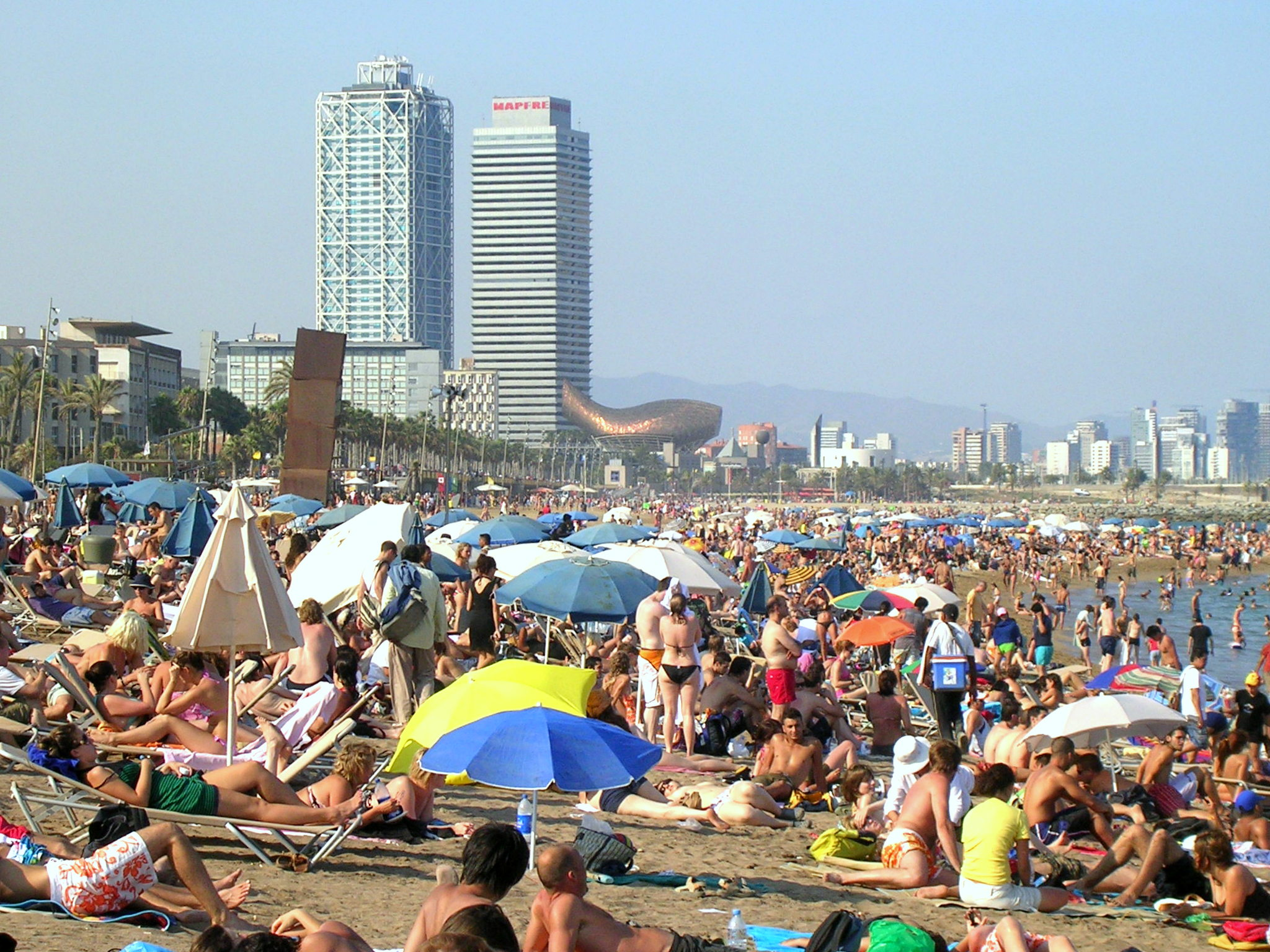
游客在巴塞罗那地中海海岸（2007）

大众旅游指的是按照计划有组织的跟团游，通常会在导游的带领下进行。该旅游形式在19世纪下半年在英国形成，开创者是托马斯·库克。库克利用了欧洲快速发展的铁路网络优势，创办了一家公司，除了为大众提供价格实惠的一日游以外，还为富人提供了去欧洲、印度、亚洲、西半球的长途旅游。到1890年代每年都有2万名游客购买Thomas Cook & Son的旅游产品。
旅游交通到20世纪早期开始有汽车，后来又有了飞机。交通的发展缩短了人们在旅途中花费的时间。
歐洲大陸，最早的海水浴場为1793年开发的海利根达姆，位于波罗的海。
到了20世纪中叶，地中海沿岸成为了大众旅游的热门目的地。

### 二十世纪社会主义国家中的疗养制度与疗养院
在苏联等社会主义国家中，出于政府提倡的社会主义道德和计划经济的影响，旅游活动一般会被疗养制度所代替。疗养制度和疗养院建立在与资本主义社会完全不同的价值观之上：是一种健康、效率和有组织的集体体验，而非享乐和放纵。一般来讲，工人与其它劳动者在一年内会拥有两到三次在全国其它疗养院休息的机会，其餐旅费用完全由国家政府支付。但在施行了经济改革政策的社会主义国家中，疗养制度往往式微。

### 利基旅游

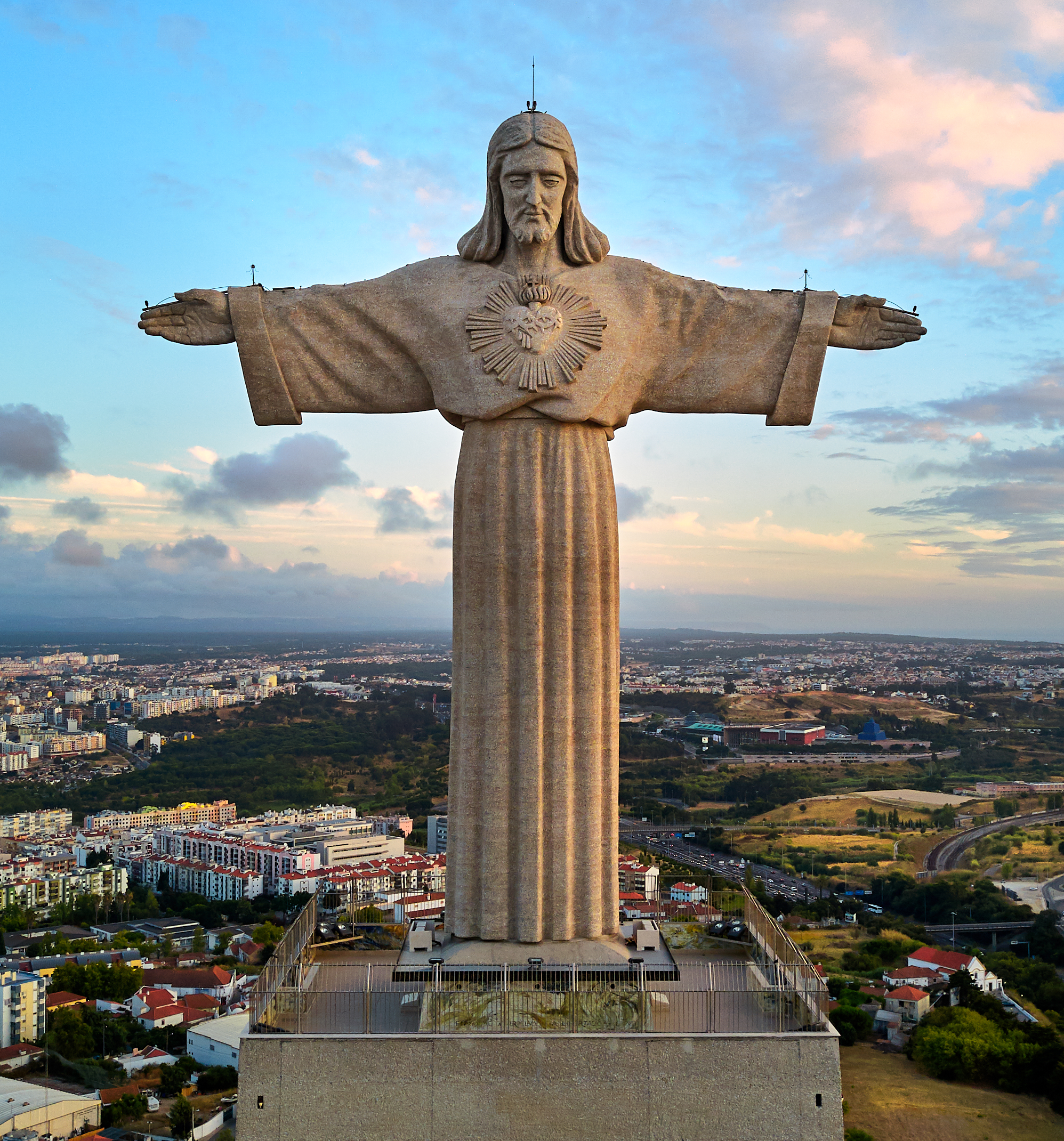
阿爾馬達的里斯本大耶穌像，宗教旅游的热门目的地

利基旅游指的是近年来出现的形形色色的特殊旅游形式。比较普遍的利基旅游市场有：
- 农业旅游
- 生育旅行
- 美食旅游
- 文化觀光
- 黑暗觀光
- 生態旅遊
- 极限旅游（英语：Extreme tourism）
- 地质旅游（英语：Geotourism）
- 文化遗产旅游（英语：Heritage tourism）
- LGBT觀光
- 醫療旅遊
- 影视旅游
- 航海旅游（英语：Nautical tourism）
- 朝聖
- 宗教旅游（英语：Religious tourism）
- 性旅遊
- 贫困旅游
- 體育旅遊
- 虚拟旅游（英语：Virtual tourism）
- 戰爭旅遊
- 养生旅游（英语：Wellness tourism）
- 野生动物旅游（英语：Wildlife tourism）

其它的旅游形式还有：
- 休假旅遊
- 畢業旅遊
- 蜜月旅遊
- 會議旅遊
- 商務旅遊
- 科学考察旅遊
- 互助旅遊（交换旅游）
- 低團費旅遊（採購團）
- 被动旅游

### 冬季旅游
冬季旅游的发源地是1860年代的瑞士圣莫里茨。人们去到滑雪場滑雪。在现代亚洲，常见的冬季旅游目的地有中国大陆的东北三省地区、日本的北海道等。另外，冬季旅游的目的地除了一些可以观赏雪景，体验滑雪的地区之外，也有居住在较寒冷地区的人愿意前往的热带地区，如中国大陆的海南省。

### 太空旅游

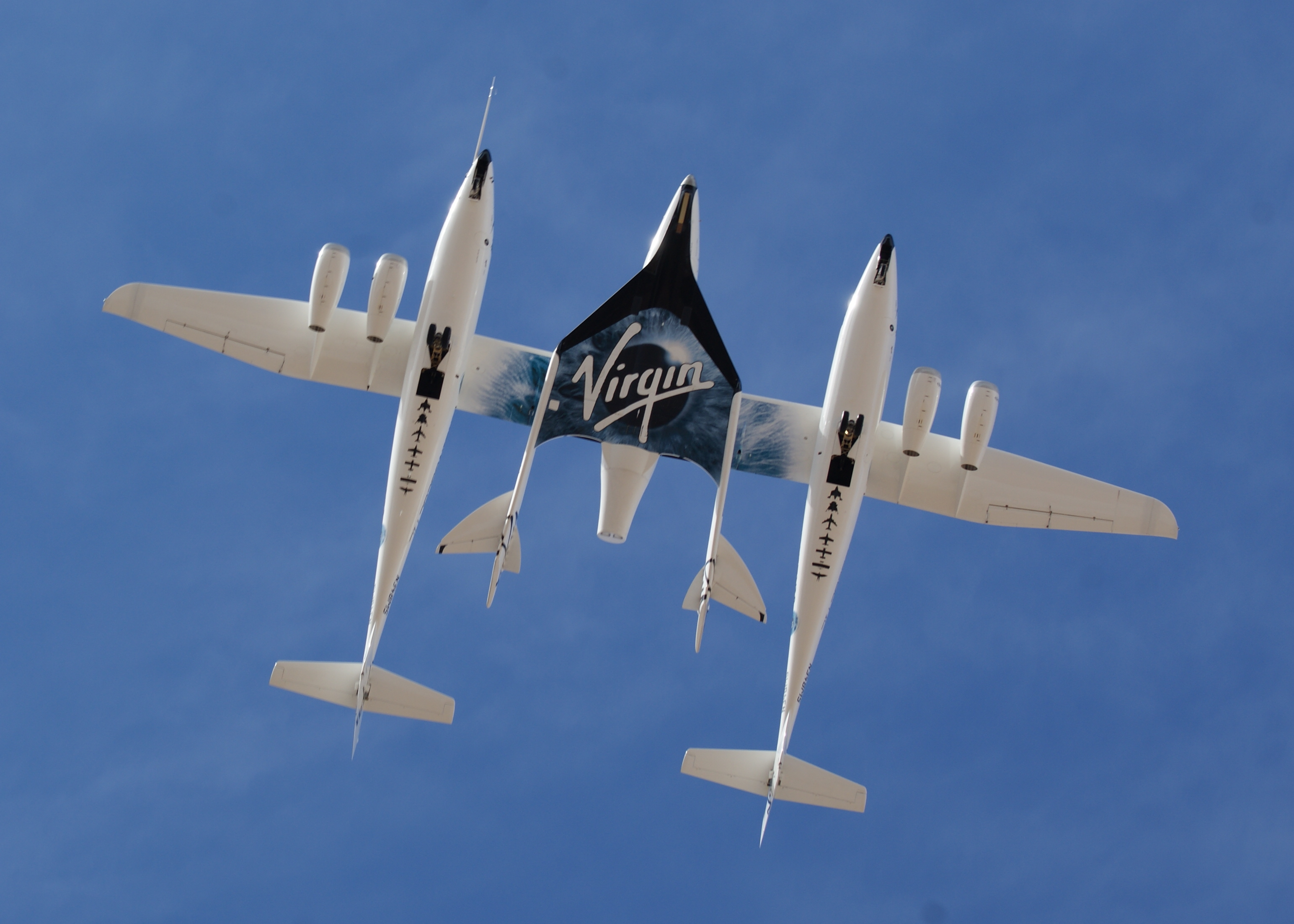
太空船2号，一个主要的太空旅游项目

迄今为止，仅有少量的轨道太空旅游，只有俄罗斯航天局提供运输服务。2010年的一份太空旅游报告预测，到2030年这一市场可能成为一个数十亿美元的市场。太空市场自1979年起便存在，然而，轨道太空旅游的数量有限，只有俄罗斯航天局提供使用其联盟号的运输服务，而中国的神舟号是唯一适合人类旅行的两艘宇宙飞船之一。2001年4月，俄罗斯联盟号的客户Dennis Tito成为首位进入太空的游客。2011年5月，维珍银河推出了其太空船2号飞机，允许人们以每座20万美元的广告价格进行2小时的太空旅行。

## 延伸阅读
[在维基数据编辑]
 《欽定古今圖書集成·明倫彙編·人事典·遊部》，出自陈梦雷《古今圖書集成》